# Tiếng Java
Tiếng Java (ꦧꦱꦗꦮ, basa Jawa; phát âm tiếng Java: [bɔsɔ dʒɔwɔ]) (trong cách nói thông tục là ꦕꦫꦗꦮ, cara Jawa; phát âm tiếng Java: [tjɔrɔ dʒɔwɔ]) là ngôn ngữ của người Java tại miền đông và trung đảo Java, Indonesia. Cũng có những nhóm người nói tiếng Java tại tây Java. Đây là tiếng mẹ đẻ của trên 98 triệu người (hơn 42% tổng dân số Indonesia).
Tiếng Java là một ngôn ngữ Nam Đảo, nhưng không có quan hệ đặc biệt gần với những ngôn ngữ Nam Đảo khác. Những ngôn ngữ gần gũi nhất của tiếng Java là tiếng Sunda, tiếng Madura và tiếng Bali. Đa số người Java cũng nói tiếng Indonesia, một dạng tiếng Mã Lai được nói tại Indonesia, vì mục đích thương mại cũng như để giao tiếp với những người Indonesia không nói tiếng Java.
Ngoài ra, còn có người nói tiếng Java tại Malaysia (tập trung tại các bang Selangor và Johor) và Singapore. Tiếng Java cũng được nói trong cộng đồng nhập cư gốc Java ở Suriname (cho đến năm 1975 là Surinam, thuộc địa Hà Lan) và ở New Caledonia.

## Phân loại
Tiếng Java là một phần của nhánh Mã Lay-Đa Đảo thuộc ngữ hệ Nam Đảo, mặc dù mối quan hệ chính xác của nó với các ngôn ngữ Mã Lay-Đa Đảo khác rất khó xác định. Sử dụng phương pháp từ thống kê từ vựng, Isidore Dyen đã phân loại tiếng Java là một phần của "Javo-Sumatra Hesion", cũng bao gồm tiếng Sunda và nhóm ngôn ngữ "Mã Lai". Nhóm này cũng được gọi là "Mã Lai-Java" bởi nhà ngôn ngữ học Berndt Nothofer, người đầu tiên cố gắng phục dựng nó chỉ dựa trên bốn ngôn ngữ được ghi nhận tốt nhất vào thời điểm đó (Java, Sunda, Madura và Mã Lai).
Nhóm ngôn ngữ Mã Lai-Java đã bị phê bình và bác bỏ bởi các nhà ngôn ngữ học khác. Alexander Adelaar không đưa tiếng Java vào trong nhóm Mã Lai-Sumbawa (bao gồm các ngôn ngữ Mã Lai, tiếng Sunda và tiếng Madura) đề xuất của ông. Robert Blust cũng không đưa tiếng Java vào trong phân nhóm Đại Bắc Borneo (một đề xuất mà ông đặt ra để thay thế nhóm Mã Lai-Sumbawa). Tuy nhiên, Blust cũng cho rằng có khả năng các ngôn ngữ Đại Bắc Borneo (GNB) có liên quan chặt chẽ với nhiều ngôn ngữ miền Tây khác của Indonesia, bao gồm cả tiếng Java. Gợi ý của Blust đã được Alexander Smith xem xét kỹ lưỡng hơn. Smith đưa tiếng Java vào trong nhóm Tây Indonesia (bao gồm cả GNB và một số nhóm khác), mà ông coi là một trong những nhánh chính của ngữ tộc Mã Lai-Đa Đảo.

## Người nói

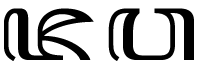
Từ Jawa (Java) được viết bằng chữ Chữ Java.

Ngôn ngữ này được sử dụng ở Yogyakarta, Trung Java và Đông Java, cũng như bờ biển phía bắc Tây Java. Nó cũng là ngôn ngữ của người Java sinh sống tại các tỉnh khác của Indonesia (người Java có mặt khắp Indonesia do chương trình di chuyển dân cư của chính phủ vào cuối thế kỷ 20), bao gồm các tỉnh Lampung, Jambi và Bắc Sumatra. Ở Suriname, tiếng Java creole hoá là ngôn ngữ của một bộ phận người dân là hậu duệ của công nhân đồn điền được người Hà Lan mang đến vào thế kỷ 19. Ở Madura, Bali, Lombok và vùng Sunda của Tây Java, nó cũng được sử dụng như một ngôn ngữ văn học. Nó từng là ngôn ngữ hoàng cung ở Palembang, Nam Sumatra, cho đến khi cung điện bị người Hà Lan cướp phá vào cuối thế kỷ 18.
Tiếng Java được viết bằng chữ Latinh, chữ Java và chữ Ả Rập. Ngày nay, chữ Latinh là hệ chữ chính dùng để viết, mặc dù chữ Java vẫn được dạy như một phần môn tiếng Java, một môn học bắt buộc ở cấp tiểu học cho đến cấp trung học ở Yogyakarta, Trung Java và Đông Java.
Tiếng Java là ngôn ngữ đứng thứ mười về số người bản ngữ và ngôn ngữ không chính thức được sử dụng nhiều nhất. Nó được nói bởi khoảng 100 triệu người. Ít nhất 45% tổng dân số Indonesia là người gốc Java hoặc sống ở khu vực mà tiếng Java là ngôn ngữ chính. Tất cả bảy tổng thống Indonesia kể từ năm 1945 đều là người gốc Java. Do đó, không có gì đáng ngạc nhiên khi người Java có ảnh hưởng sâu sắc đến sự phát triển của tiếng Indonesia, ngôn ngữ quốc gia của Indonesia.
Có ba phương ngữ chính: Trung Java, Đông Java và Tây Java. Ba phương ngữ này tạo thành một cụm phương ngữ từ phía bắc Banten ở cực tây của Java đến Banyuwangi Regency ở góc phía đông của hòn đảo. Tất cả các phương ngữ Java đều ít nhiều thông hiểu lẫn nhau. Sự khác biệt chủ yếu ở cách phát âm, nhưng cũng có sự khác biệt về từ vựng.
Dù dấu vết tiếng Java cổ nhất ta có được là từ "bản khắc Tarumanegara" niên đại năm 450 công nguyên. Ví dụ cổ nhất về một văn bản viết hoàn toàn bằng tiếng Java là "bản khắc Sukabumi", có niên đại năm 804. Bản khắc này, tìm thấy ở phó huyện Pare, huyện Kediri, Đông Java, thực sự là một bản sao của một bản gốc cổ hơn khoảng 120 năm; chỉ bản sao này được bảo tồn. Nội dung của nó là về việc xây dựng một con đập cho một kênh thủy lợi gần sông Śrī Hariñjing (Srinjing ngày nay). Bản khắc này là bản cuối cùng được biết đến được viết bằng chữ Pallava; tất cả văn bản tiếng Java về sau được viết bằng chữ Java.

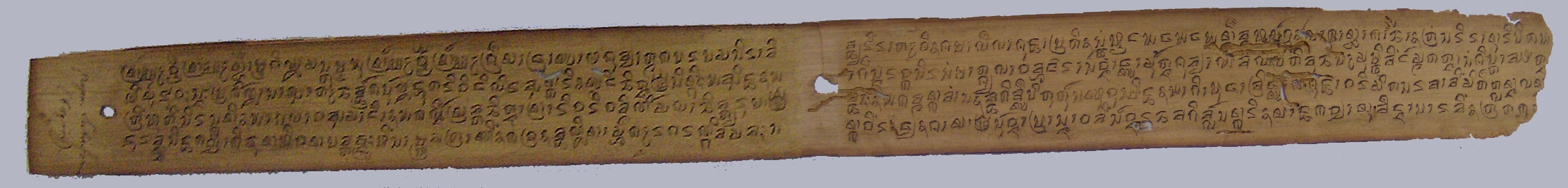
Bản thảo lá cọ Kakawin Sutasoma, một bài thơ tiếng Java thế kỷ 14.

## Tiếng Java ngày nay

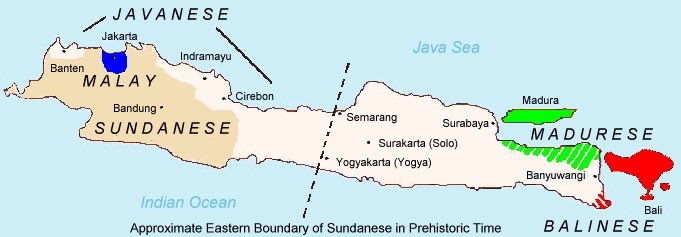
Bản đồ phân phối các ngôn ngữ được nói ở Java, Madura và Bali.

Mặc dù tiếng Java không phải là ngôn ngữ quốc gia, nhưng nó đã được công nhận là một ngôn ngữ khu vực ở ba tỉnh của Indonesia có mật độ người Java lớn nhất: Trung Java, Yogyakarta và Đông Java. Tiếng Java được dạy ở trường học và được sử dụng trong một số phương tiện thông tin đại chúng, cả điện tử và in ấn. Tuy nhiên, không còn tờ nhật báo nào viết bằng tiếng Java. Các tạp chí tiếng Java bao gồm Panjebar Semangat, Jaka Lodhang, Jaya Baya, Damar Jati và Mekar Sari.
Từ năm 2003, một đài truyền hình địa phương Đông Java (JTV) đã phát một số chương trình truyền hình bằng phương ngữ Surabaya, bao gồm Pojok kampung (tin tức), Kuis RT / RW và Pojok Perkoro (một chương trình tội phạm). Trong các chương trình phát sóng về sau, các chương trình đều bằng phương ngữ Trung Java (được gọi là basa kulonan, "ngôn ngữ phía Tây") và tiếng Madura.
Năm 2005, một tạp chí tiếng Java mới, Damar Jati, xuất hiện. Nó không được công bố ở vùng trung tâm của người Java mà ở Jakarta.

## Chữ viết
Trước đây chữ Java được dùng để viết tiếng Java. Sang thế kỷ 20 việc sử dụng chữ Java đã được thay thế phần lớn bằng chữ Latinh.
| Bảng Unicode chữ Java Official Unicode Consortium code chart Version 12.0 |   |   |   |   |   |   |   |   |   |   |   |   |   |   |   |   |
|                                                                           | 0 | 1 | 2 | 3 | 4 | 5 | 6 | 7 | 8 | 9 | A | B | C | D | E | F |
| U+A98x                                                                    | ꦀ  | ꦁ  | ꦂ  | ꦃ  | ꦄ | ꦅ | ꦆ | ꦇ | ꦈ | ꦉ | ꦊ | ꦋ | ꦌ | ꦍ | ꦎ | ꦏ |
| U+A99x                                                                    | ꦐ | ꦑ | ꦒ | ꦓ | ꦔ | ꦕ | ꦖ | ꦗ | ꦘ | ꦙ | ꦚ | ꦛ | ꦜ | ꦝ | ꦞ | ꦟ |
| U+A9Ax                                                                    | ꦠ | ꦡ | ꦢ | ꦣ | ꦤ | ꦥ | ꦦ | ꦧ | ꦨ | ꦩ | ꦪ | ꦫ | ꦬ | ꦭ | ꦮ | ꦯ |
| U+A9Bx                                                                    | ꦰ | ꦱ | ꦲ | ꦳  | ꦴ  | ꦵ  | ꦶ  | ꦷ  | ꦸ  | ꦹ  | ꦺ  | ꦻ  | ꦼ  | ꦽ  | ꦾ  | ꦿ  |
| U+A9Cx                                                                    | ꧀  | ꧁ | ꧂ | ꧃ | ꧄ | ꧅ | ꧆ | ꧇ | ꧈ | ꧉ | ꧊ | ꧋ | ꧌ | ꧍ |   | ꧏ |
| U+A9Dx                                                                    | ꧐ | ꧑ | ꧒ | ꧓ | ꧔ | ꧕ | ꧖ | ꧗ | ꧘ | ꧙ |   |   |   |   | ꧞ | ꧟ |